# یانا کلوساچکوا
یانا کلوساچکوا (به انگلیسی: Jana Klusáčková) (زادهٔ ۲۹ اکتبر ۱۹۷۷) شناگر اهل جمهوری چک است.